# Hellen Lossi
Hellen Lossi là một phụ nữ Guatemala, vợ của cựu Tổng thống Guatemala Kjell Eugenio Laugerud García, người đã trở thành Đệ nhất phu nhân Guatemala trong nhiệm kỳ tổng thống của chồng.
Trong nhiệm kỳ tổng thống của chồng, bà đã cùng Laugerud García tham gia nhiều hoạt động khác nhau như các chuyến thăm cấp nhà nước tới México và Colombia, nơi bà được trang trí với những danh hiệu cao quý nhất, cũng như thực hiện các công việc xã hội vì phúc lợi của nhiều trẻ em. Bà đã có mặt trong chuyến thăm của các vị vua của Tây Ban Nha Juan Carlos I và Sofia. Một bệnh viện ở Cobán mang tên bà, cũng như nhiều đường phố và đại lộ ở Guatemala.